# Saint-Just-Luzac
Pour les articles homonymes, voir Saint-Just (homonymie).
Saint-Just-Luzac (prononcé [sɛ̃.ʒyst.ly.zak]) est une commune du sud-ouest de la France, située dans le département de la Charente-Maritime (région Nouvelle-Aquitaine). Ses habitants sont appelés les Saint-Justais et Luzacais et les Saint-Justaises et Luzacaises .
Commune riveraine de l'estuaire de la Seudre dont elle occupe la rive droite, elle a la particularité géographique d'être la troisième commune la plus étendue de la Charente-Maritime.

## Géographie

### Situation

Localisation des principales communes bordant l'estuaire de la Seudre (image satellite SPOT).

La commune de Saint-Just-Luzac est située dans le sud-ouest du département de la Charente-Maritime, en France, dans l'ancienne province historique de la Saintonge, à cinq kilomètres à l'est de la ville de Marennes et à vingt kilomètres à l'ouest de la ville de Saujon.
Sur un plan plus général, la commune de Saint-Just-Luzac est située dans la partie sud-ouest de la France, au centre de la côte atlantique dont elle est distante de quelques kilomètres à vol d'oiseau, faisant partie du « midi atlantique ».
Elle est située au sud de l'ancien port militaire de Brouage qui fait partie du canton de Marennes auquel la commune appartient également.
Il s'agit avant tout d'une commune fluviale, bordant la rive droite de l’estuaire de la Seudre.
Par sa superficie, elle est la troisième commune la plus étendue de la Charente-Maritime, se situant après Marans et La Tremblade. Les deux tiers de sa surface sont occupés par des marais (au nord, marais de Brouage et au sud, marais de la Seudre). La commune de Saint-Just-Luzac est la plus grande commune, en superficie, du canton de Marennes.

### Hydrographie
La commune, qui est bordée au sud-ouest par l'estuaire de la Seudre sur plusieurs kilomètres et qui occupe la rive droite du fleuve, est également parcourue de nombreux chenaux, dont le chenal de Recoulaine.
Par ailleurs, deux grands canaux strient la commune, notamment au nord et à l'est. Au nord-est et à l'est, le canal de la Charente à la Seudre, mis en service pendant le Second Empire, sert de délimitation communale avec Marennes sur quelques kilomètres tandis qu'au nord du bourg de Saint-Just commence le canal de Mérignac dont les eaux se mêlent au chenal de Reux qui draine le marais de Brouage. Le canal de Mérignac sert pour sa part de délimitation communale avec Hiers-Brouage. D'une longueur approximative d'une douzaine de kilomètres et d'orientation sud-est/nord-ouest, il a été percé à la fin du XVIIIe siècle et rejoint le pertuis d'Antioche au nord de Bourcefranc-le-Chapus.

### Topographie

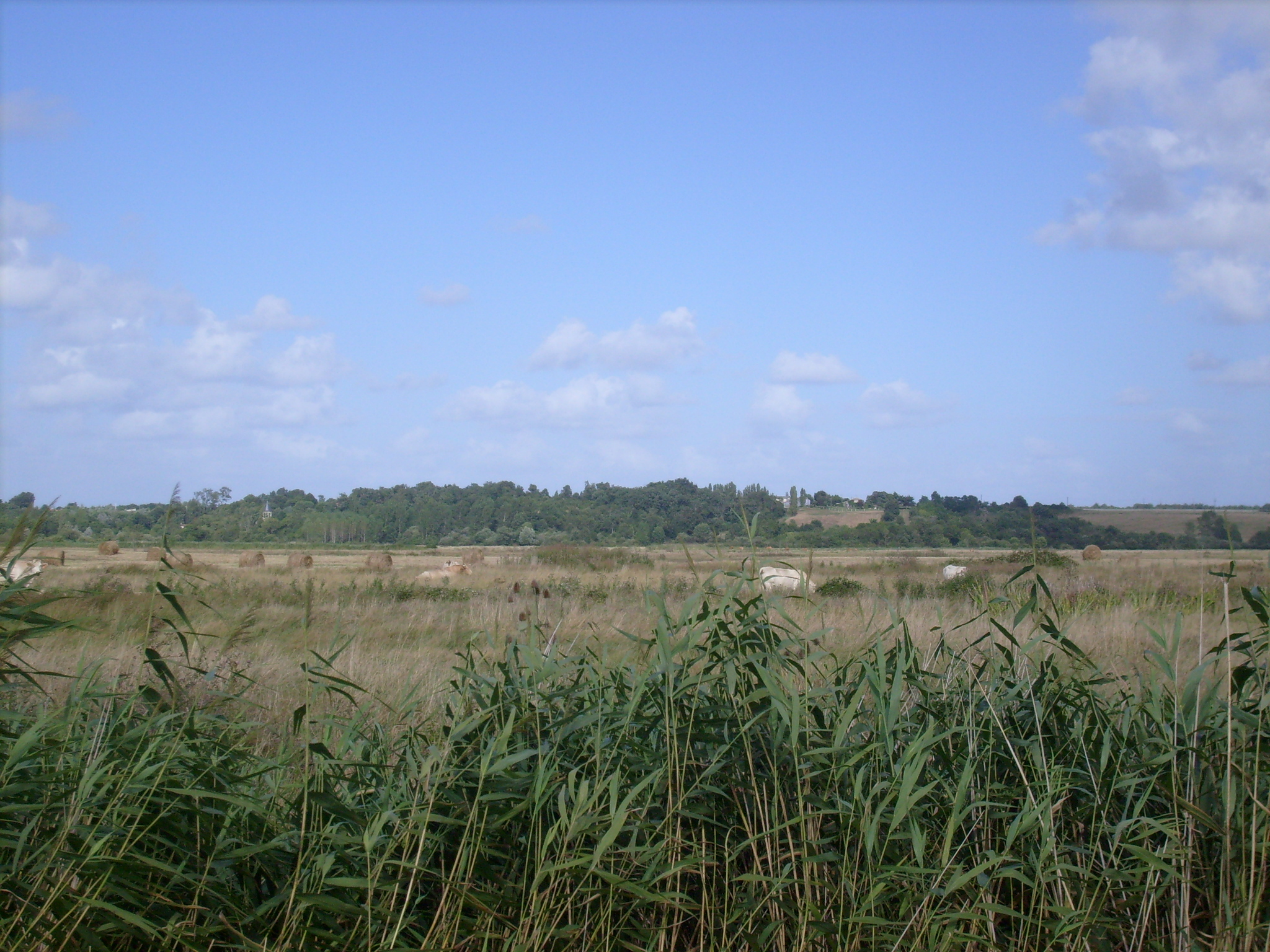
Le marais de Brouage à proximité de Saint-Just.

La commune de Saint-Just-Luzac occupe en son centre un promontoire calcaire qui formait une île il y a plusieurs milliers d'années, avant d'être progressivement rattachée au continent par suite de l'envasement de l'ancien golfe de Marennes. De fait, la commune est entourée de marais, qui ont succédé à la mer. Ceux-ci forment aujourd'hui les deux tiers du territoire communal, soit environ 3 100 hectares. Autrefois utilisés comme marais salants, ils furent presque tous reconvertis en parcs à huîtres sur les bords de la Seudre ou en zones de pacage sur la partie du marais de Brouage. Ils forment un écosystème unique où il est possible d'observer plusieurs espèces animales et végétales parmi lesquelles se trouvent entre autres des cigognes, des cygnes, des ibis, des échasses blanches. Dans ces zones humides à l’écosystème riche sont progressivement aménagés des postes d'observation ainsi que des pistes cyclables et des sentiers de promenade).  
Si l'altitude moyenne de la commune est de quatorze mètres, dans le détail, elle fait apparaître trois formes topographiques nettement différenciées.
Tout d'abord, les plus basses altitudes, voisines du niveau marin, se retrouvent en bordure de l'estuaire de la Seudre où celui-ci est parsemé d’innombrables claires à huîtres provenant des anciens marais salants dont ne subsiste plus aujourd'hui qu'une seule exploitation grâce au tourisme. C'est la partie estuarienne de la commune, sujette à des inondations fréquentes, notamment lors des coefficients des grandes marées d'équinoxe.
La partie centrale de la commune est celle qui forme la partie continentale. C'est ici que se regroupe l'habitat, en général dispersé et composé de nombreux villages et écarts. Les principaux villages de Saint-Just, Luzac et Mauzac qui sont traversés par la route départementale D 728, de création très ancienne datant très probablement de l'époque gallo-romaine, sont tous édifiés en retrait du fleuve sur la partie surélevée de l'ancienne presqu'île calcaire du Crétacé où l'altitude maximale s'élève jusqu'à 19 mètres à l'est de la commune, au Fief du Grand Bois, près du château de la Josephtrie et du camping Séquoia parc.
Enfin, au nord de la commune s'étend le vaste marais de Brouage où l'altimétrie moyenne est comprise entre le niveau marin et deux mètres. C'est le domaine par excellence de l'élevage bovin où le marais est strié de part et d'autre par des chenaux et des canaux et où l'habitat est quasiment inexistant.

### Hameaux et lieux-dits
La commune est formée d'un habitat épars, regroupé autour des deux principaux bourgs que sont Saint-Just d'une part, et Luzac d'autre part. On y trouve une multitude d'anciens villages, enrichis dans le commerce du sel, et répartis principalement sur les côtes de l'ancienne île. Entre autres exemples, on peut citer Mauzac, Artouan, la Puisade, les Pibles ou encore les Fontenelles.

### Climat
Le climat est de type océanique : la pluviométrie est relativement élevée en automne et en hiver et les hivers sont doux. L'été reste tempéré grâce à la brise marine. Deux vents venant de l'océan, le noroît et le suroît, soufflent sur les côtes du département. L'ensoleillement de la côte charentaise est très important : avec 2 250 heures par an, il est comparable à celui que connaît une partie de la côte méditerranéenne.

#### Données générales
| Ville             | Ensoleillement · (h/an) | Pluie · (mm/an) | Neige · (j/an) | Orage · (j/an) | Brouillard · (j/an) |
| ----------------- | ----------------------- | --------------- | -------------- | -------------- | ------------------- |
| Médiane nationale | 1 852                   | 835             | 16             | 25             | 50                  |
| Saint-Just-Luzac  | 2250                    | 755             | 4              | 13             | 26                  |
| Paris             | 1 717                   | 634             | 13             | 20             | 26                  |
| Nice              | 2 760                   | 791             | 1              | 28             | 2                   |
| Strasbourg        | 1 747                   | 636             | 26             | 28             | 69                  |
| Brest             | 1 555                   | 1 230           | 6              | 12             | 78                  |
| Bordeaux          | 2 070                   | 987             | 3              | 32             | 78                  |

| Mois                        | Jan  | Fév  | Mar  | Avr  | Mai  | Jui  | Jui  | Aoû  | Sep  | Oct  | Nov  | Déc  | Année |
| Températures minimales (°C) | 3,4  | 4,0  | 5,4  | 7,4  | 10,7 | 13,7 | 15,8 | 15,7 | 13,7 | 10,5 | 6,3  | 3,9  | 9,2   |
| Températures maximales (°C) | 8,5  | 9,9  | 12,1 | 14,7 | 17,9 | 21,3 | 23,8 | 23,5 | 21,8 | 18,0 | 12,6 | 9,2  | 16,1  |
| Températures moyennes (°C)  | 5,9  | 6,9  | 8,7  | 11,1 | 14,3 | 17,5 | 19,8 | 19,6 | 17,8 | 14,2 | 9,4  | 6,6  | 12,7  |
| Ensoleillement (h)          | 84   | 111  | 174  | 212  | 239  | 272  | 305  | 277  | 218  | 167  | 107  | 85   | 2250  |
| Pluviométrie (mm)           | 82,5 | 66,1 | 57,0 | 52,7 | 61,1 | 42,9 | 35,1 | 46,4 | 56,5 | 81,6 | 91,8 | 81,8 | 755,3 |

#### Tempête de décembre 1999
La Charente-Maritime est le département français qui a été le plus durement touché par la tempête Martin du 27 décembre 1999. Les records nationaux de vents enregistrés ont été atteints avec 198 km/h sur l'île d'Oléron.

## Urbanisme

### Typologie
Au 1er janvier 2024, Saint-Just-Luzac est catégorisée bourg rural, selon la nouvelle grille communale de densité à 7 niveaux définie par l'Insee en 2022.
Elle est située hors unité urbaine. Par ailleurs la commune fait partie de l'aire d'attraction de Marennes-Hiers-Brouage, dont elle est une commune de la couronne,. Cette aire, qui regroupe 3 communes, est catégorisée dans les aires de moins de 50 000 habitants,.
La commune, bordée par l'océan Atlantique, est également une commune littorale au sens de la loi du 3 janvier 1986, dite loi littoral. Des dispositions spécifiques d’urbanisme s’y appliquent dès lors afin de préserver les espaces naturels, les sites, les paysages et l’équilibre écologique du littoral, tel le principe d'inconstructibilité, en dehors des espaces urbanisés, sur la bande littorale des 100 mètres, ou plus si le plan local d’urbanisme le prévoit.

### Occupation des sols
L'occupation des sols de la commune, telle qu'elle ressort de la base de données européenne d’occupation biophysique des sols Corine Land Cover (CLC), est marquée par l'importance des territoires agricoles (56,9 % en 2018), en diminution par rapport à 1990 (60,6 %). La répartition détaillée en 2018 est la suivante : 
zones humides côtières (34,3 %), prairies (32,4 %), terres arables (16 %), zones agricoles hétérogènes (8,4 %), forêts (4,4 %), zones urbanisées (2,4 %), eaux continentales (1,2 %), zones humides intérieures (0,8 %), eaux maritimes (0,1 %). L'évolution de l’occupation des sols de la commune et de ses infrastructures peut être observée sur les différentes représentations cartographiques du territoire : la carte de Cassini (XVIIIe siècle), la carte d'état-major (1820-1866) et les cartes ou photos aériennes de l'IGN pour la période actuelle (1950 à aujourd'hui).

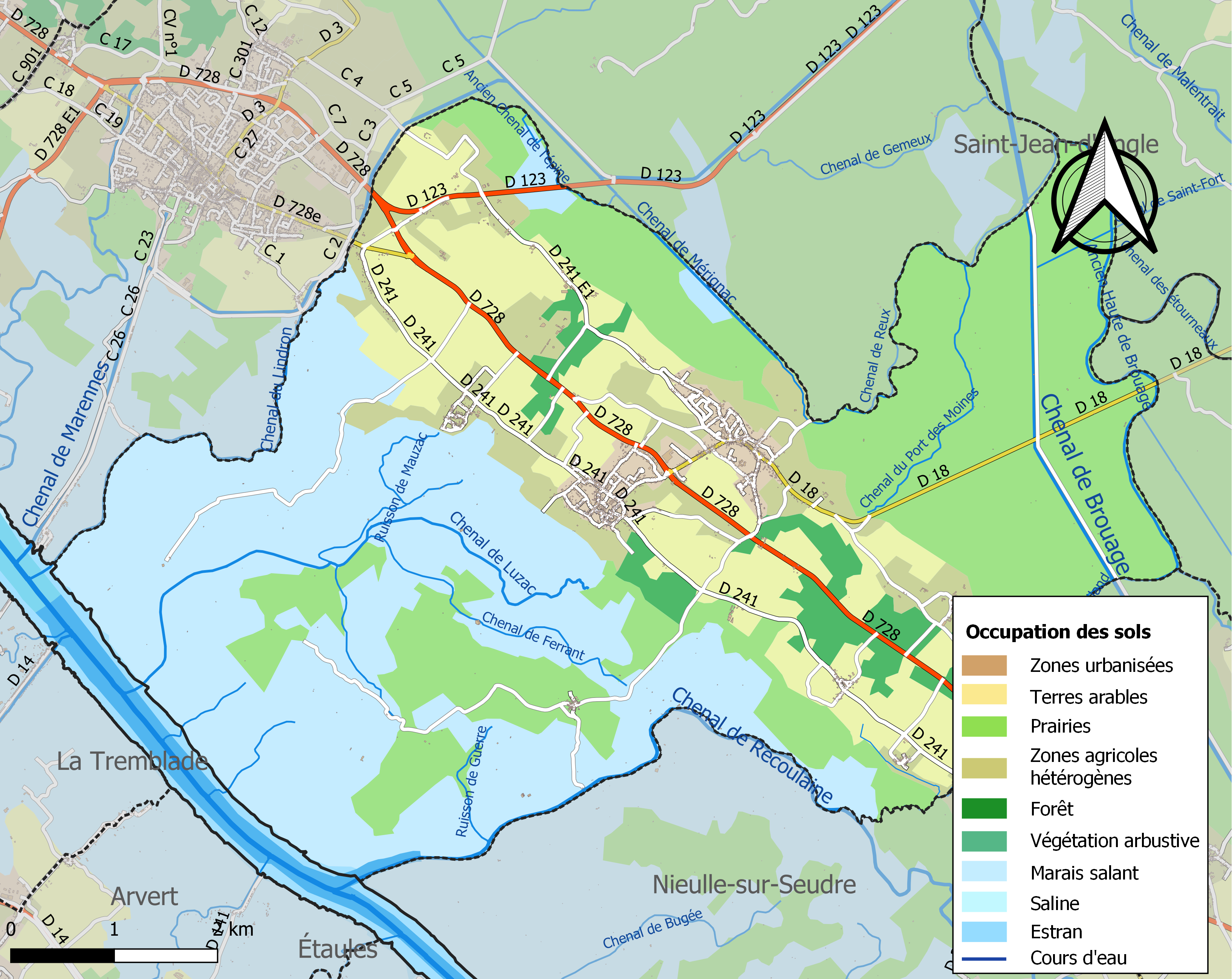
Carte des infrastructures et de l'occupation des sols de la commune en 2018 (CLC).

### Risques majeurs
Le territoire de la commune de Saint-Just-Luzac est vulnérable à différents aléas naturels : météorologiques (tempête, orage, neige, grand froid, canicule ou sécheresse), inondations, mouvements de terrains et séisme (sismicité modérée). Il est également exposé à un risque technologique,  le transport de matières dangereuses. Un site publié par le BRGM permet d'évaluer simplement et rapidement les risques d'un bien localisé soit par son adresse soit par le numéro de sa parcelle.

#### Risques naturels
La commune fait partie du territoire à risques importants d'inondation (TRI) du littoral charentais-maritime, regroupant 40 communes concernées par un risque de submersion marine de la zone côtière, un des 21 TRI qui ont été arrêtés fin 2012 sur le bassin Adour-Garonne et confirmé en 2018 lors du second cycle de la Directive inondation, mais annulé en 2020. Les submersions marines les plus marquantes des XXe et XXIe siècles antérieures à 2019 sont celles liées à la tempête du 9 février 1924, à la tempête du 15 février 1957, aux tempêtes Lothar et Martin des 26 et 27 décembre 1999 et à la tempête Xynthia des 27 et 28 février 2010. D’une violence exceptionnelle, la tempête Xynthia a fortement endommagé le littoral de la Charente Maritime : douze personnes ont perdu la vie (essentiellement par noyade), des centaines de familles ont dû être relogées, et, sur un linéaire de l’ordre de 400 km de côte et de 225 km de défenses contre la mer, environ la moitié de ces ouvrages a subi des dommages plus ou moins importants. C’est environ 5 000 à 6 000 bâtiments qui ont été submergés et 40 000 ha de terres agricoles. La commune a été reconnue en état de catastrophe naturelle au titre des dommages causés par les inondations et coulées de boue survenues en 1982, 1999 et 2010,.

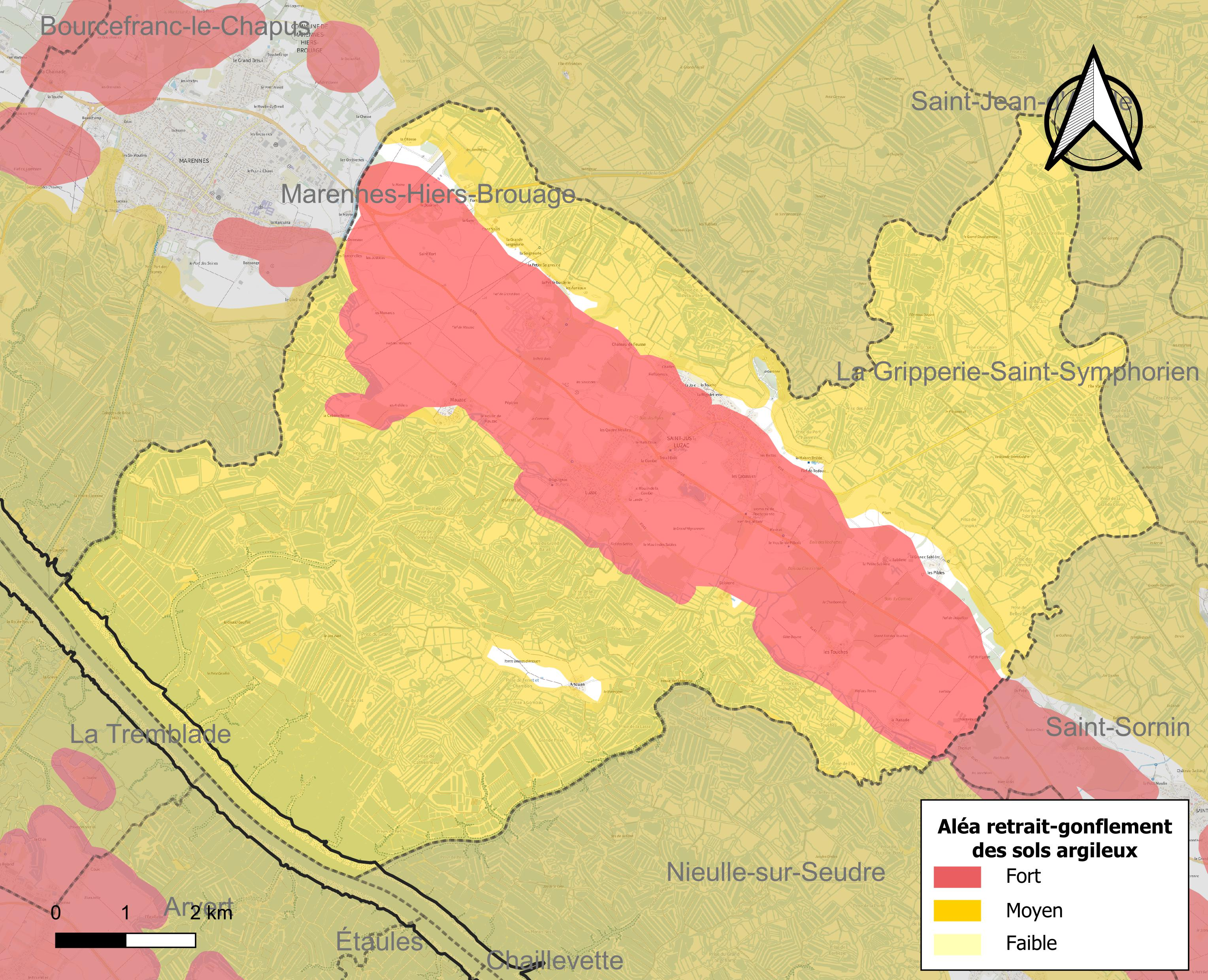
Carte des zones d'aléa retrait-gonflement des sols argileux de Saint-Just-Luzac.

Les mouvements de terrains susceptibles de se produire sur la commune sont des tassements différentiels.
Le retrait-gonflement des sols argileux est susceptible d'engendrer des dommages importants aux bâtiments en cas d’alternance de périodes de sécheresse et de pluie. 97,9 % de la superficie communale est en aléa moyen ou fort (54,2 % au niveau départemental et 48,5 % au niveau national). Sur les 1 039 bâtiments dénombrés sur la commune en 2019,  964 sont en aléa moyen ou fort, soit 93 %, à comparer aux 57 % au niveau départemental et 54 % au niveau national. Une cartographie de l'exposition du territoire national au retrait gonflement des sols argileux est disponible sur le site du BRGM,.
Par ailleurs, afin de mieux appréhender le risque d’affaissement de terrain, l'inventaire national des cavités souterraines permet de localiser celles situées sur la commune.
Concernant les mouvements de terrains, la commune a été reconnue en état de catastrophe naturelle au titre des dommages causés par la sécheresse en 1989, 1992, 2003, 2005 et 2018 et par des mouvements de terrain en 1999 et 2010.

#### Risques technologiques
Le risque de transport de matières dangereuses sur la commune est lié à sa traversée par une ou des infrastructures routières ou ferroviaires importantes ou la présence d'une canalisation de transport d'hydrocarbures. Un accident se produisant sur de telles infrastructures est susceptible d’avoir des effets graves sur les biens, les personnes ou l'environnement, selon la nature du matériau transporté. Des dispositions d’urbanisme peuvent être préconisées en conséquence.

## Histoire

### Toponymie
Saint-Just tirerait son nom d'un ancien évangélisateur de la Saintonge et du Poitou, originaire du Limousin, et compagnon de saint Hilaire, évêque de Poitiers au IVe siècle. Le nom de Luzac dériverait quant à lui de Lucius et du suffixe -acum, indiquant la possession, et désignant probablement une villa gallo-romaine établie à cet endroit. Durant la Révolution, le village fut renommé Brutus.

### Histoire de la commune
Le territoire de la commune fut occupé de longue date, au moins depuis l'époque gallo-romaine, comme le prouvent les vestiges de villas retrouvés à la Puisade ainsi qu'à Pépiron, non loin de Mauzac. Des fouilles archéologiques effectuées sur ce site en 1960 ont révélé des bijoux en bronze, des objets décoratifs en marbre ainsi que des pièces de monnaie, collections aujourd'hui regroupées au musée archéologique de Rochefort. Vers le XIe siècle, les villageois commencèrent à coloniser les terres argileuses issues de l'ancien golfe, et à y développer des salines. Les différents villages deviennent bien vite des communautés prospères, ayant presque chacune son propre port, ses champs de céréales et ses vignes. À cette même époque, le nom de l'église de Saint-Just apparaît pour la première fois dans une charte, laquelle nous apprend le legs par le comte Geoffroy Martel de l'église paroissiale à l'abbaye aux Dames de Saintes.
Époque de prospérité, le Moyen Âge est aussi une période de troubles, notamment durant les guerres franco-anglaises : la « descente » du comte de Derby sur le pays de Marennes en est un exemple, sans compter sur les bandes de brigands qui écument occasionnellement la région. Quelques siècles plus tard, les guerres de religion furent ici comme ailleurs, source de violences et de divisions. Une partie de la population se rangera aux côtés des protestants, montant la garde dans la nouvelle église, alors en cours de construction. Ces soldats improvisés laisseront leur marque, sous la forme de graffitis particulièrement bien conservés, représentant des navires de l'époque. Le temple protestant, bâti à Luzac vers 1600, est finalement détruit lors de la révocation de l'édit de Nantes, en 1685. Comme dans toute la région, nombre de protestants émigrent, ceux qui restent célébrant le culte dans des maisons particulières. La paix revenue apporte avec elle une nouvelle période de prospérité, tant à Saint-Just, village à majorité catholique, qu'à Luzac, son pendant protestant.
Les salines sont peu à peu abandonnées et remplacées, au début du XIXe siècle, par des parcs ostréicoles : ceux-ci forment aujourd'hui un ensemble de 300 hectares, tandis que subsiste près du village d'Artouan un unique marais salant, témoignage de ce qui fit la prospérité du village pendant plusieurs siècles. 

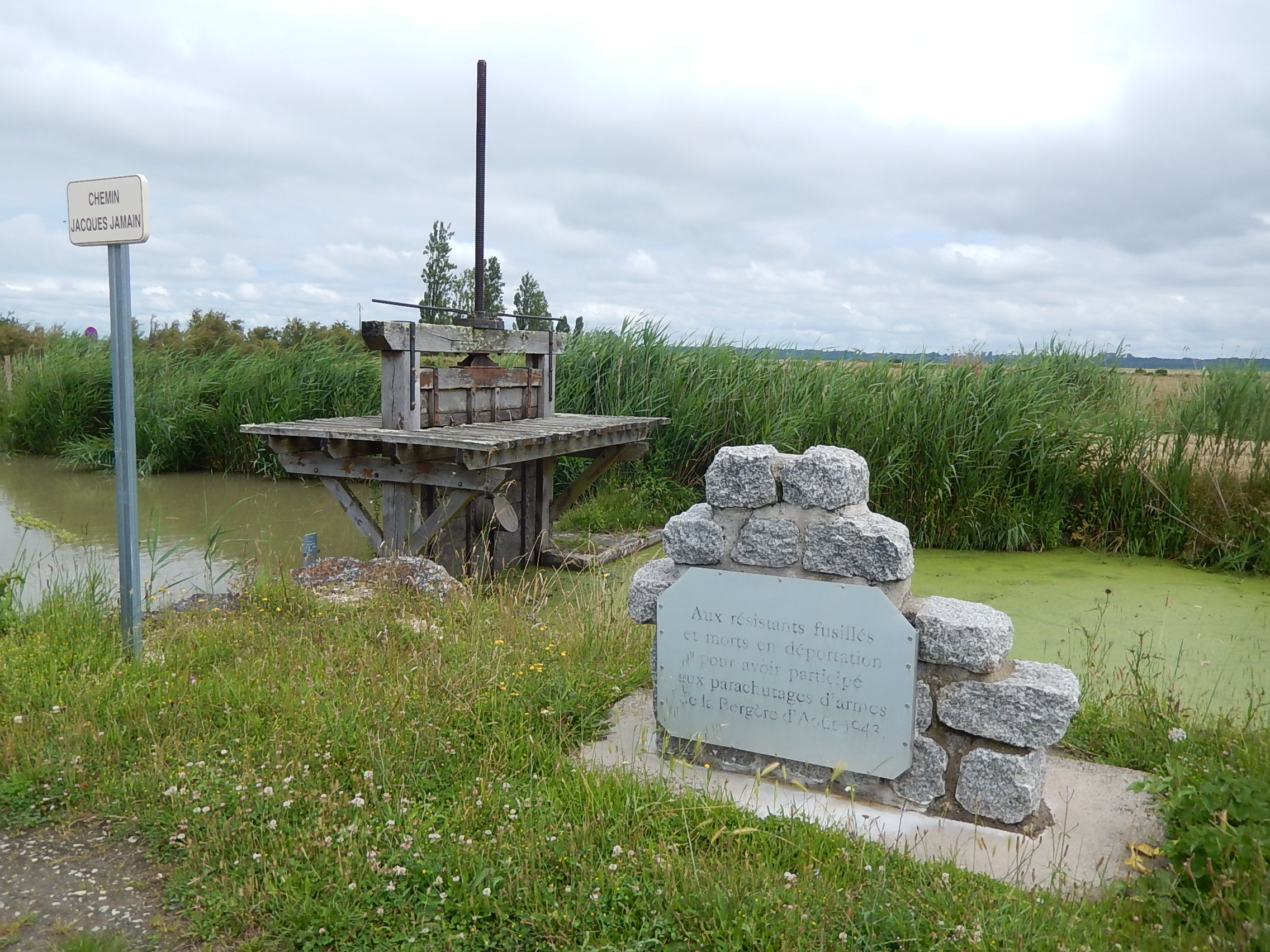
La stèle située à proximité du pont de la Bergère, au bord du canal.

En août 1943, des résistants organisent un parachutage d'armes à proximité du pont de la Bergère, situé à l'Est du bourg de Saint-Just. En guise de représailles, plusieurs d'entre eux furent fusillés par l'armée nazie, ou déportés. Une stèle, située à proximité du pont de la Bergère, rappelle ces événements et rend hommage aux résistants défunts.
En 1970, la commune de Saint-Just, formée en 1790, devient la commune de Saint-Just-Luzac. C'est depuis un bourg en pleine croissance, orienté vers l'ostréiculture et le tourisme.

## Administration

### Liste des maires
| Période                                  | Période                   | Identité                              | Étiquette | Qualité                                                                                               |
| ---------------------------------------- | ------------------------- | ------------------------------------- | --------- | --- |
| mars 1971                                | mars 1977                 | Marcel Boyard (1904-1983)             | MRG       | Ostréiculteur Conseiller général de Marennes (1953 → 1963 puis 1969 → 1983)                           |
| Les données manquantes sont à compléter. |                           |                                       |           | |
| juin 1995                                | mars 2001                 | Jacques Lévy (1949- )                 |           | Pharmacien                                                                                            |
| mars 2001                                | novembre 2012 (décès)     | Pierre Portier (1947-2012)            | DVG       | Instituteur et directeur d'école retraité Vice-président de la CC du Bassin de Marennes (2001 → 2012) |
| décembre 2012                            | En cours (au 27 mai 2020) | Ghislaine Le Rocheleuil-Bégu (1951- ) | DVG       | Retraitée de l'enseignement Réélue pour le mandat 2020-2026                                           |
| Les données manquantes sont à compléter. |                           |                                       |           | |

### Région
À la suite de la réforme administrative de 2014 ramenant le nombre de régions de France métropolitaine de 22 à 13, la commune appartient depuis le 1er janvier 2016 à la région Nouvelle-Aquitaine, dont la capitale est Bordeaux. De 1972 au 31 décembre 2015, elle a appartenu à la région Poitou-Charentes, dont le chef-lieu était Poitiers.

## Démographie

### Évolution démographique
L'évolution du nombre d'habitants est connue à travers les recensements de la population effectués dans la commune depuis 1793. Pour les communes de moins de 10 000 habitants, une enquête de recensement portant sur toute la population est réalisée tous les cinq ans, les populations de référence des années intermédiaires étant quant à elles estimées par interpolation ou extrapolation. Pour la commune, le premier recensement exhaustif entrant dans le cadre du nouveau dispositif a été réalisé en 2008.

En 2022, la commune comptait 2 100 habitants, en évolution de +6,01 % par rapport à 2016 (Charente-Maritime : +4,04 %, France hors Mayotte : +2,11 %).
| 1793  | 1800  | 1806  | 1821  | 1831  | 1836  | 1841  | 1846  | 1851  |
| ----- | ----- | ----- | ----- | ----- | ----- | ----- | ----- | ----- |
| 1 869 | 2 023 | 1 626 | 1 757 | 2 021 | 1 944 | 1 926 | 1 902 | 1 991 |

| 1856  | 1861  | 1866  | 1872  | 1876  | 1881  | 1886  | 1891  | 1896  |
| ----- | ----- | ----- | ----- | ----- | ----- | ----- | ----- | ----- |
| 2 044 | 2 011 | 1 857 | 1 809 | 1 589 | 1 711 | 1 769 | 1 726 | 1 689 |

| 1901  | 1906  | 1911  | 1921  | 1926  | 1931  | 1936  | 1946  | 1954  |
| ----- | ----- | ----- | ----- | ----- | ----- | ----- | ----- | ----- |
| 1 688 | 1 670 | 1 689 | 1 516 | 1 508 | 1 407 | 1 325 | 1 128 | 1 146 |

| 1962  | 1968  | 1975  | 1982  | 1990  | 1999  | 2006  | 2008  | 2013  |
| ----- | ----- | ----- | ----- | ----- | ----- | ----- | ----- | ----- |
| 1 136 | 1 154 | 1 186 | 1 313 | 1 432 | 1 535 | 1 738 | 1 805 | 1 943 |

| 2018  | 2022  | - | - | - | - | - | - | - |
| ----- | ----- | - | - | - | - | - | - | - |
| 2 006 | 2 100 | - | - | - | - | - | - | - |

### Pyramide des âges
En 2018, le taux de personnes d'un âge inférieur à 30 ans s'élève à 30 %, soit au-dessus de la moyenne départementale (29 %). À l'inverse, le taux de personnes d'âge supérieur à 60 ans est de 29,2 % la même année, alors qu'il est de 34,9 % au niveau départemental.
En 2018, la commune comptait 1 000 hommes pour 1 006 femmes, soit un taux de 50,15 % de femmes, légèrement inférieur au taux départemental (52,15 %).
Les pyramides des âges de la commune et du département s'établissent comme suit.
| Hommes | Classe d’âge | Femmes |
| ------ | ------------ | ------ |
| 0,5    | 90 ou +      | 0,4    |
| 5,2    | 75-89 ans    | 8,2    |
| 22,4   | 60-74 ans    | 21,8   |
| 21,1   | 45-59 ans    | 22,2   |
| 19,9   | 30-44 ans    | 18,4   |
| 14,2   | 15-29 ans    | 11,6   |
| 16,7   | 0-14 ans     | 17,5   |

| Hommes | Classe d’âge | Femmes |
| ------ | ------------ | ------ |
| 1,1    | 90 ou +      | 2,6    |
| 10,1   | 75-89 ans    | 12,6   |
| 22     | 60-74 ans    | 23,2   |
| 20,1   | 45-59 ans    | 19,7   |
| 16,1   | 30-44 ans    | 15,6   |
| 15,2   | 15-29 ans    | 12,7   |
| 15,4   | 0-14 ans     | 13,6   |

## Économie
L'économie de la commune repose essentiellement sur l'ostréiculture, l'agriculture, le commerce, les services à la personne, ainsi que le tourisme. L'implantation en 1945 d'une entreprise horticole spécialisée dans la culture du géranium lui vaut depuis lors le surnom de capitale du géranium. La commune accueille régulièrement des foires aux géraniums qui lui valent une renommée, sinon nationale, du moins régionale.
Le village est également équipé des services publics et commerces de base, d'une petite zone artisanale ainsi que d'un camping.
Le taux de chômage est un peu supérieur à la moyenne nationale, puisqu'il avoisine les 15,8 %, ce qui correspond à peu de chose près à la moyenne départementale, qui était de 15,39 % en 1999
En moyenne, le revenu par ménage est de 12 927 € par foyer et par an. 79 % des habitants de la commune sont propriétaires de leur logement.

## Culture
Le musée Atlantrain, présent dans le village, est consacré aux maquettes de trains. Il renferme près de 5 000 jouets et modèles réduits. Certains de ces jouets sont très anciens : le musée renferme ainsi un train de plancher Rossignol datant de 1875. On peut également y admirer une reproduction au 1/32e d'une locomotive à vapeur 141 R, en état de marche.

## Lieux et monuments

### Église Saint-Just

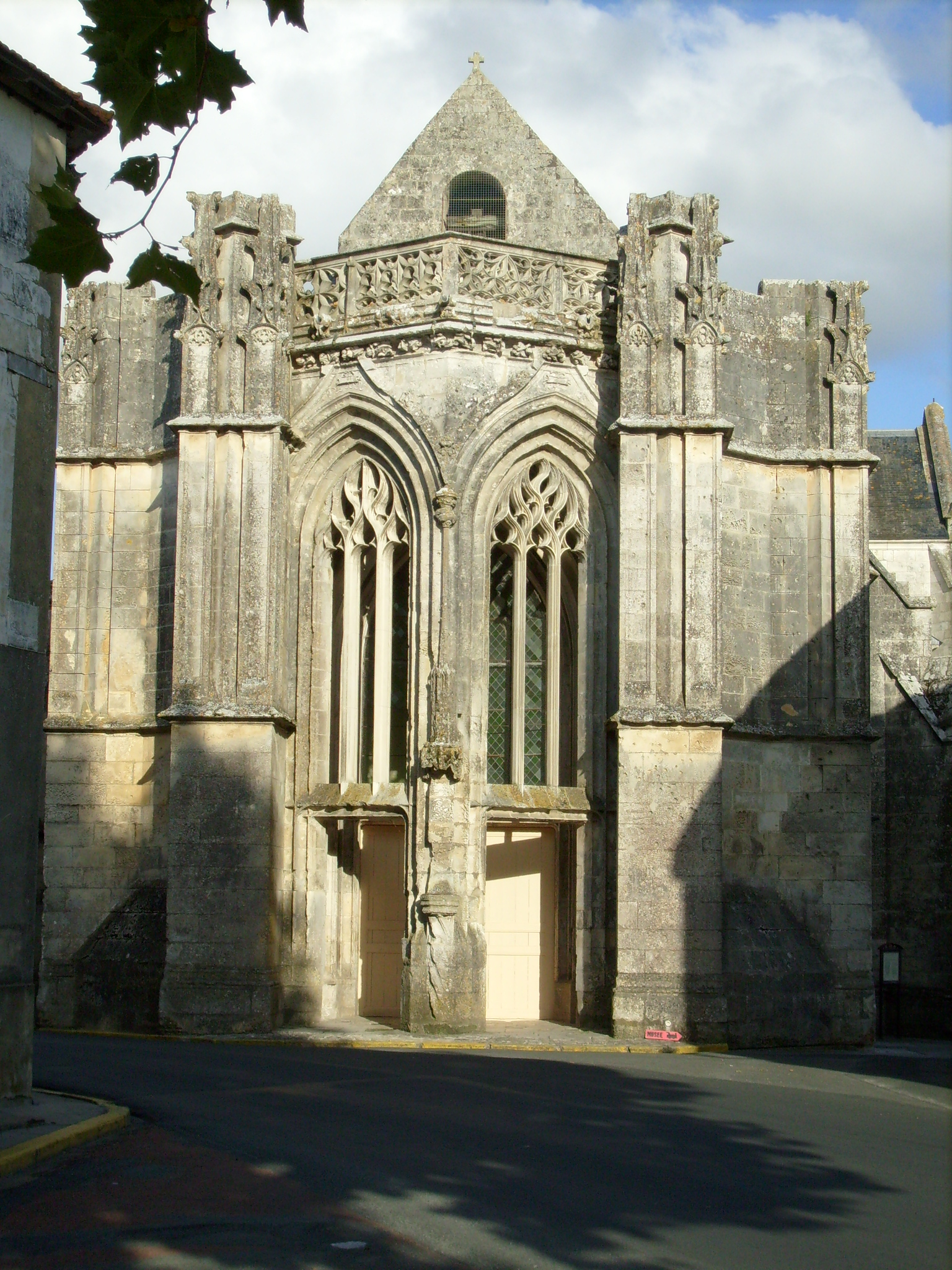
Le porche gothique flamboyant de l'église Saint-Just.

Cette église, succédant à un ancien sanctuaire roman, est édifiée à partir du XVe siècle, sous l'impulsion des abbesses Jeanne de Villard et Anne de Rohan. C'est à l'époque, l'un des plus importants chantiers de la région, avec celui de l'église de Marennes. Cette église est un des rares exemples du style gothique flamboyant en Saintonge.
L'église mesure 41 mètres dans toute sa longueur, 17 mètres de largeur, et 12 mètres de hauteur sous voûte. Elle est formée d'un triple vaisseau éclairé par de larges baies, coupé d'un transept et d'un large chœur gothique, probablement inachevé. Au-dessus de la nef, les combles furent aménagés afin de prévenir d'éventuels troubles et de pouvoir y loger femmes et enfants. On y accède par un escalier, situé au nord de l'église. Celui-ci est surmonté d'une échauguette, datant du XVe siècle.
La construction du clocher, qui aurait dû être bâti sur le modèle de celui de Marennes, a été interrompue par les guerres de religion. Un porche, qui aurait dû lui servir de base, est situé à l'ouest. Son originalité réside dans la forme triangulaire que ses bâtisseurs lui ont donné : unique dans la région, il pourrait avoir été inspiré par les porches polygonaux de certaines églises normandes.
L'église a été classée monument historique en 1910.

### Temple de Luzac

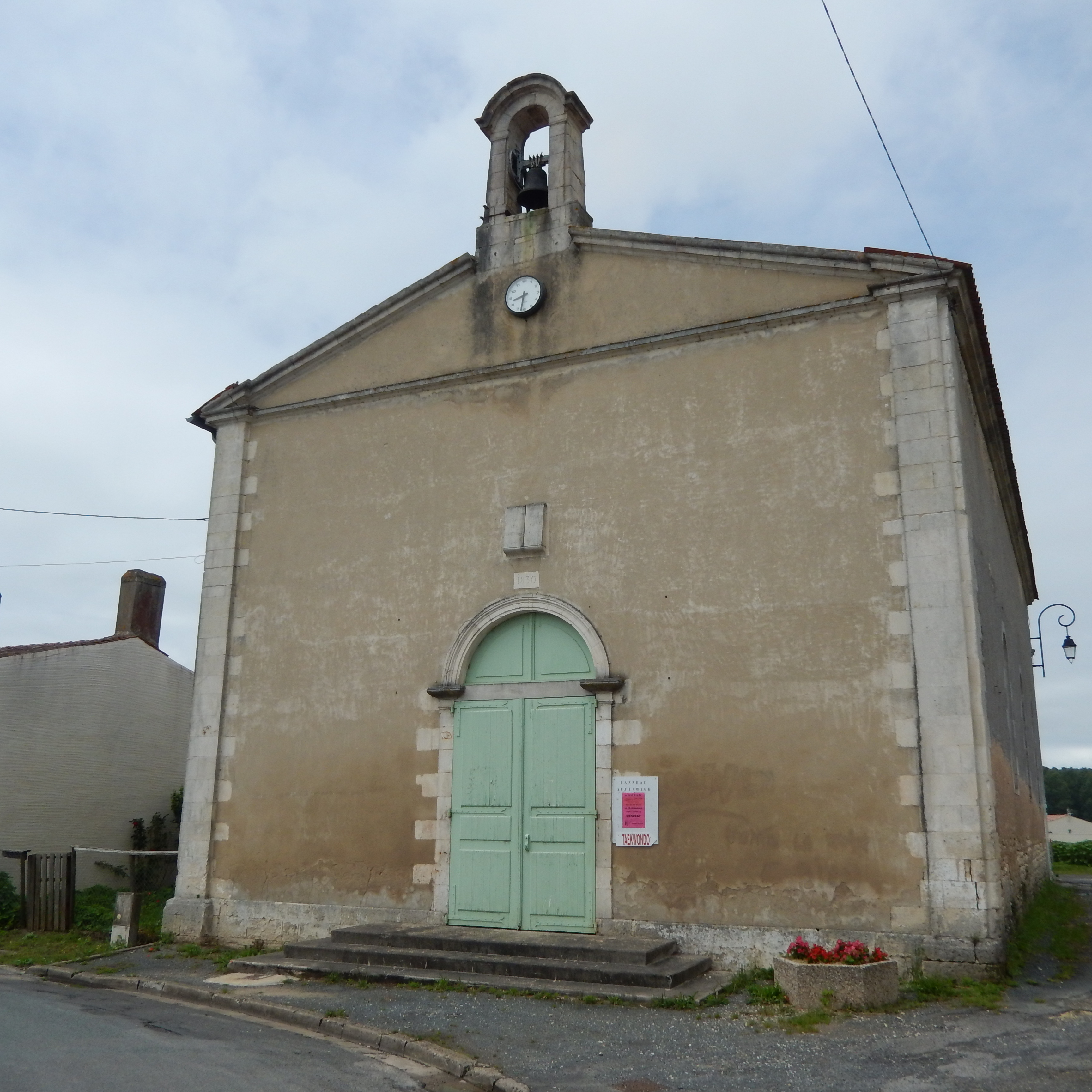
Le temple protestant de Luzac.

Ce temple est le troisième édifice dédié au culte réformé établi dans le village. Il succède à un premier temple, édifié vers 1600 et détruit en 1685, lors de la révocation de l'édit de Nantes. Les registres nous apprennent que celui-ci mesurait 14 mètres de long et qu'il était doté d'un campanile, dont la cloche fut donnée à l'église Saint-Louis de Bourcefranc, où elle se trouve encore. Le second temple fut édifié en 1755, et remplacé en 1830 par l'actuel édifice. Il s'agit d'un bâtiment au style très dépouillé, composé d'une façade avec fronton, surmonté d'un campanile. Une bible ouverte, sculptée au-dessus de la porte d'entrée, accueille les fidèles.

### Cimetière protestant

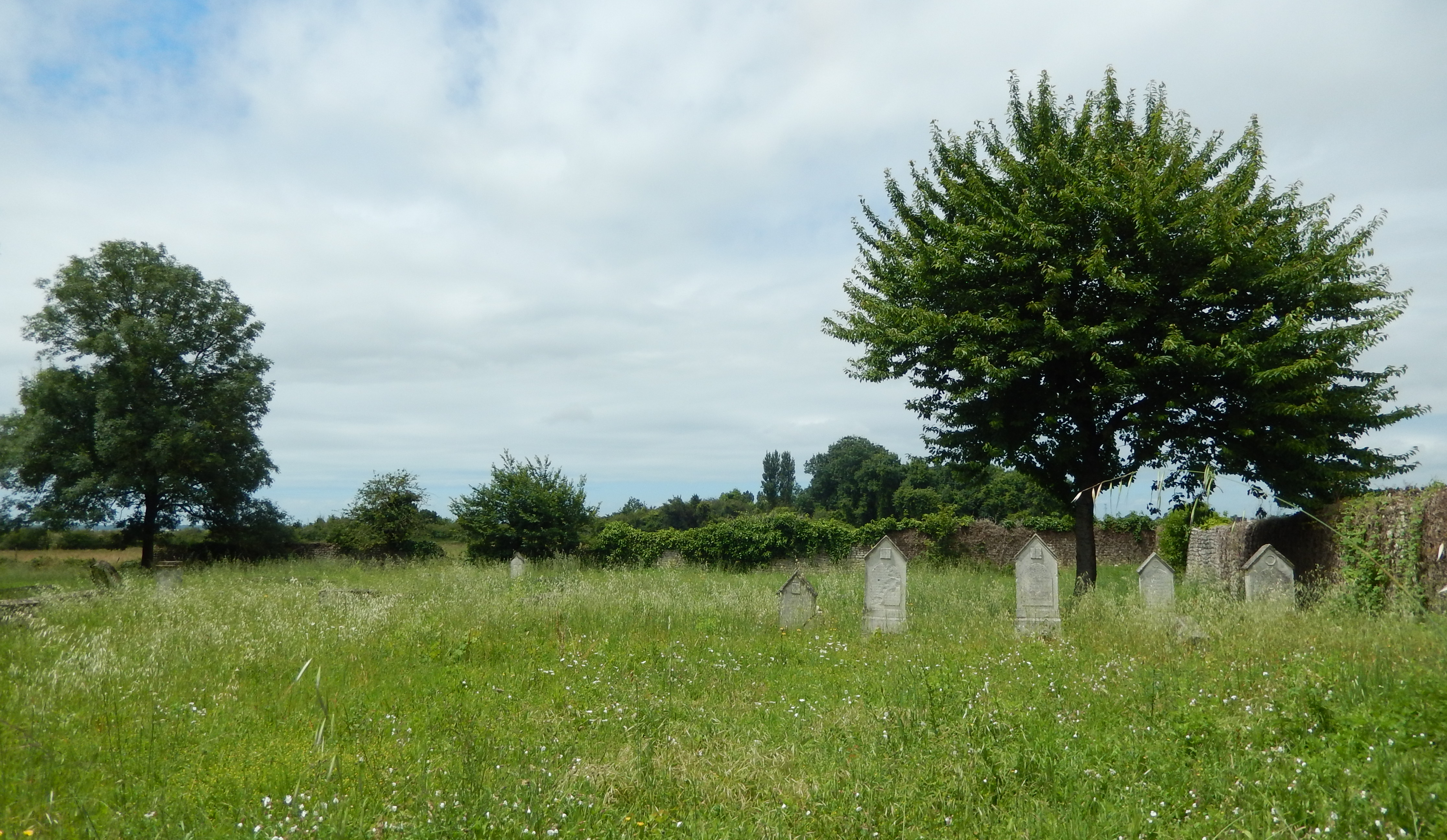
Quelques tombes du cimetière protestant.

Ce cimetière, aujourd'hui désaffecté, abrite des tombes de protestants datant des XVIIIe et XIXe siècles.

### Château de Feusse
Le château de Feusse est château daté du milieu du XVIIe siècle. Il se dresse dans un hameau appelé le Bournet. Il abrite des boiseries peintes réalisées en 1699. L'ensemble est classé monument historique depuis 1984.

### Moulin des Loges

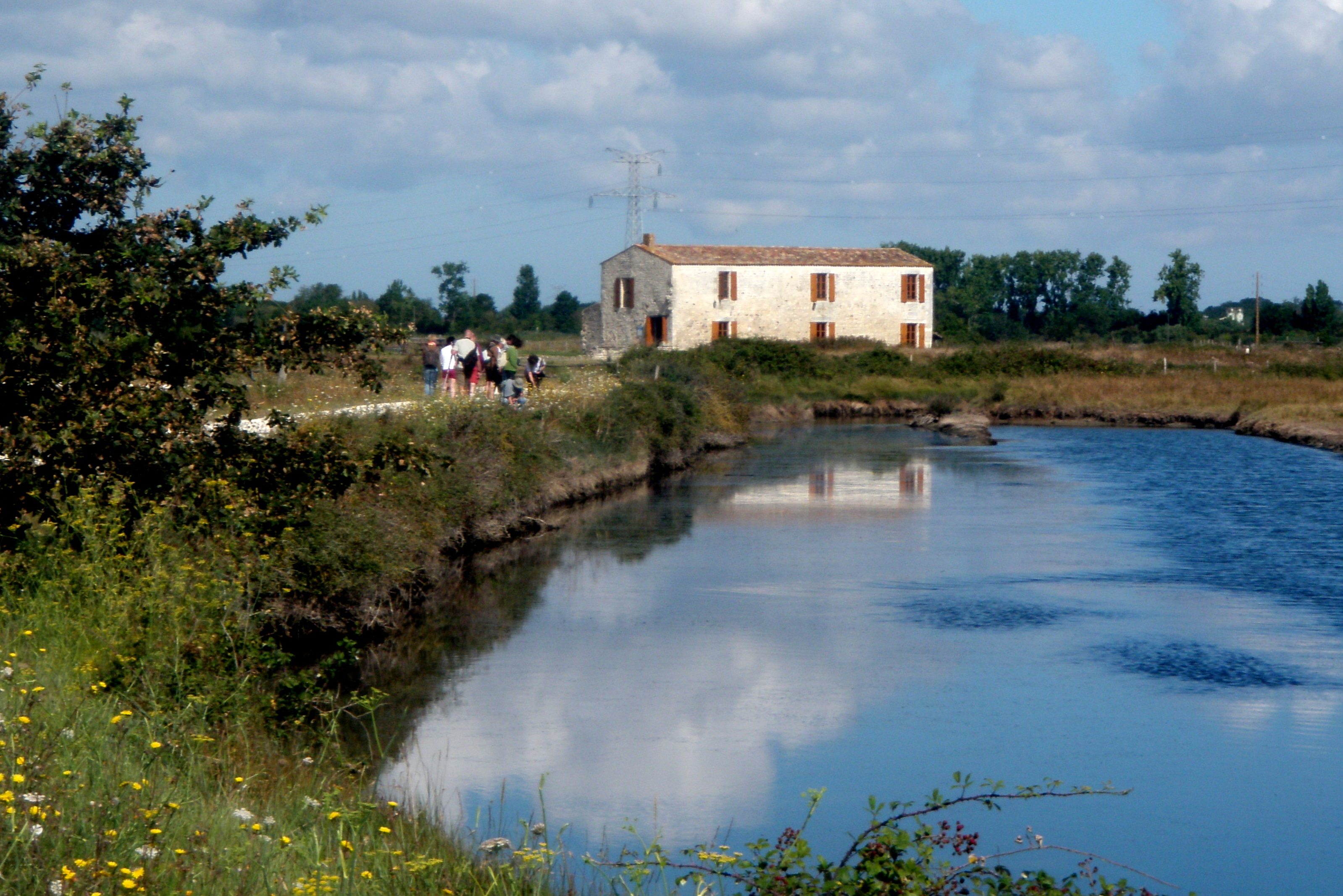
Moulin des Loges de Saint-Just-Luzac.

Le moulin des Loges est un moulin à marée, l'un des seuls subsistant dans la région. Datant du XVIIIe siècle, ce moulin est la propriété du conservatoire du littoral. Il est l'un des derniers moulin à marée d'Europe à produire de la farine.

## Équipements et services

### Enseignement
Un groupe scolaire, baptisé du nom d' Éric Tabarly, regroupe les écoles maternelles et primaires de la commune. Le collège le plus proche est celui de Marennes.

### Santé
Deux médecins généralistes exercent sur la commune : ils sont regroupés dans un cabinet médical situé à Luzac. Le village compte également une pharmacie. La caserne des pompiers la plus proche se trouve sur la commune voisine de Marennes, où sont implantés des services médicaux plus spécialisés.

### Sports
La commune est équipée d'un stade, abritant, entre autres, un club de football, baptisé l'étoile sportive de Saint-Just.
Un terrain de Tennis se trouve juste à côté du stade de foot.

## Vie locale

### Cultes
D'un côté, Saint-Just, avec son église, fut pendant très longtemps la partie catholique du village.
De l'autre côté, le temple accueillait les protestants.

## Personnalités liées à la commune
- Jean Ogier de Gombauld (1576 - 1666), poète et auteur dramatique, il a été le premier titulaire du cinquième siège de l'Académie française.
- Jacques-Raymond de Richier de la Rochelongchamp (1739-1800), militaire et homme politique, député aux États généraux de 1789.

## Héraldique
| Blason de Saint-Just-Luzac | Blason  | D'argent à un palmier au naturel mouvant de la pointe. DeviseJustus ut palma florebit (Le juste fleurira comme un palmier [Psaumes 92: 13, 14]). |
| Blason de Saint-Just-Luzac | Détails | Le statut officiel du blason reste à déterminer.                                                                                                 |